# وينديل جيبس
وينديل جيبس (بالإنجليزية: Wendell Gibbs) هو قسيس أمريكي، ولد في 21 مارس 1954 في واشنطن العاصمة في الولايات المتحدة.